# حركة لابوا

حركة لابوا

حركة لابوا (بالفنلندية Lapuan liike) ، حركة سياسية في فنلندا سميت نسبة إلى المدينة الفنلندية لابوا .
نشأت في العام 1929 و قد هيمن عليها في البداية اتجاه قوي قومي و مناهض للشيوعية ، مشددة على إرث النضال الوطني والحرس الأبيض والحرب الأهلية الفنلندية. رأت الحركة بأنها بحاجة ماسة لاستعادت مكتسبات الحرب الأهلية ، داعمة اللوثرية و القومية ومناهضة الشيوعية. تطرفت الحركة ، و تم حظرها إثر محاولة انقلاب فاشلة في عام 1932. استمرت الأنشطة بعد ذلك ضمن الحركة الوطنية الشعبية.